# Сан Джорджо дел Санио
Сан Джо̀рджо дел Са̀нио (на италиански: San Giorgio del Sannio) е град и община в Южна Италия, провинция Беневенто, регион Кампания. Разположен е на 380 m надморска височина. Населението на общината е 10 902 души (към 2010 г.).